# Katančevke
Katančevke (lat. Resedaceae), biljna porodica u redu kupusolike, koja ime dobiva po rodu katanac ili rezeda (Reseda), od kojih je u Hrvatskoj poznat žuti katanac ili žuta rezeda (Reseda lutea), a raste na Velebitu i Biokovu.
U nekoliko rodova priznato je preko 100 vrste

## Opis
Porodice Resedaceae, Gyrostemonaceae, Tovariaceae i Pentadiplandraceae imaju cvjetove u kojima čašice i latice često ne okružuju cvjetove čvrsto dok se razvijaju, a imaju zametke koji su zakrivljeni u sjemenkama. Njihovi su međusobni odnosi slabo poznati, a malo se zna o osnovnoj morfologiji i anatomiji manjih porodica.
Resedaceae sadrži nekoliko rodova jednogodišnjih do višegodišnjih biljaka i grmova, koji uglavnom rastu u sušnijim i toplijim sjevernim umjerenim ili suptropskim regijama. Biljke su posebno česte na Mediteranu, Bliskom istoku i u Sahari, ali su također rasprostranjene na odgovarajućim mjestima u većem dijelu Afrike. Resedaceae mogu postati zakorovljene, iako rijetko ozbiljno. Oprašivanje obavljaju pčele kratkog jezika. Sjemenke se vjetrom istresaju iz kapsula ili ispadaju.

## Tribusi i rodovi
1. Tribus Cayluseeae Müll.-Arg.
  1. Caylusea A. St.-Hil. (3 spp.)
2. Tribus Astrocarpeae Müll.-Arg.
  1. Sesamoides Ortega (6 spp.)
3. Tribus Resedeae Rchb.
  1. Reseda L. (67 spp.)
  2. Oligomeris Cambess. (3 spp.)
  3. Ochradiscus S. Blanco & C. E. Wetzel (4 spp.)
  4. Randonia Coss. (1 sp.)
  5. Ochradenus Delile (8 spp.)